# Viva Maria!
Viva Maria! – francusko-włoski film komediowy z 1965 roku, w reżyserii Louisa Malle’a, z Brigitte Bardot i Jeanne Moreau w rolach głównych. Zdjęcia kręcono w Meksyku (m.in. Tepoztlán, Guanajuato, Cuernavaca).

## Fabuła
Akcja toczy się w roku 1907 w fikcyjnej republice San Miguel w Ameryce Środkowej. Przez kraj ten wędruje francuska trupa wodewilowa. Gwiazdą zespołu jest śpiewaczka Maria. Wkrótce do grupy dołącza córka irlandzkiego anarchisty, która także nosi imię Maria. Śpiewaczka angażuje ją jako swoją partnerkę zawodową. Ich występy w duecie okazują się dużym sukcesem i przynoszą obu Mariom sławę i uznanie. Sytuacja komplikuje się jednak, kiedy artyści z trupy, zostają wplątani w wir rewolucji, która wybucha w kraju. Kiedy ginie przywódca rebeliantów, Flores, obie kobiety stają na czele rewolucji. W krótkim czasie dowodzona przez nich armia rewolucjonistów rozprawia się z wojskami reżimu. Obie Marie zostają bohaterkami narodu.

## Obsada
- Brigitte Bardot – Maria I
- Jeanne Moreau – Maria Fitzgerald O’Malley (Maria II)
- George Hamilton – Flores
- Paulette Dubost – Mme Diogène
- Gregor von Rezzori – Diogène
- Poldo Bendandi – Werther
- Claudio Brook – Wielki Rodolfo
- Carlos López Moctezuma – Rodríguez
- Jonathan Eden – Juanito Diogène
- Francisco Reiguera – głowa rodziny
- Adriana Roel – Janine
- José Baviera – Don Alvaro
- José Ángel Espinosa „Ferrusquilla” – dyktator San Miguel
- Fernando Wagner – ojciec Marii I
- Roberto Pedret – Pablo
- Luis Rizo – siłacz

### Pomniejsze role
- Ramón Bugarini
- José Luis Campa – żołnierz
- Roberto Campa – żołnierz
- José Esqueda – żołnierz
- Eduardo Murillo – żołnierz
- Carlos Riquelme – burmistrz, na stacji kolejowej